# Wagenburg
Wagenburg, Muzeum Wozowni Cesarskiej w Wiedniu – położone w jednym z bocznych pawilonów pałacu Schönbrunn muzeum mające w swojej kolekcji wszystkie środki transportu używane na dworze cesarskim od XVII w. do końca panowania Habsburgów.

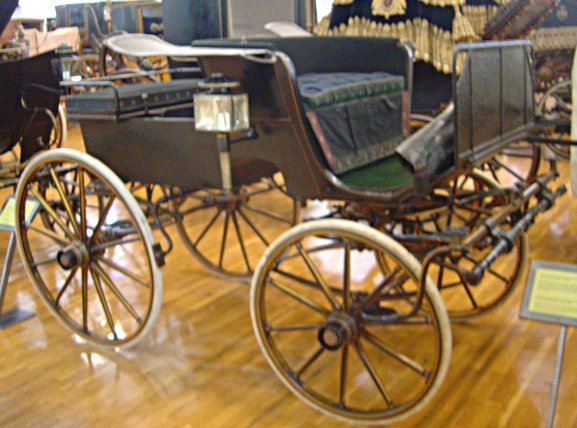
Dyliżans Phaeton

Zbiory Muzeum obejmują przeszło 5 000 eksponatów, w tym wiele z oryginalnymi rozwiązaniami technicznymi i zdobieniami; szczególnie ważnymi eksponatami są:
- kareta reprezentacyjna z roku 1763
- karawan z drugiej połowy wieku XIX używany wyłącznie podczas pogrzebów rodziny cesarskiej.